# 苗栗縣立大倫國民中學
苗栗縣立大倫國民中學，簡稱大倫國中、大倫，位於台灣苗栗縣苗栗市的一所國民中學。

## 歷史
1960年5月，創立「苗栗縣立苗栗女子初級中學」，為純女校。
1968年，配合臺灣九年國民義務教育的實施，改為男女合校並更名為「苗栗縣立大倫國民中學」。

## 學校班級部分
- 普通班
- 體育班

## 外部連結
- （繁體中文） 苗栗大倫國中全球資訊網 （页面存档备份，存于）